# Amasien
Amasien är arbetstiteln för en tänkbar framtida superkontinent som kan komma att bildas genom kollision mellan Asien och Nordamerika. Teorin är baserad på att Stillahavsplattan redan är en subduktionszon under Eurasien och Nordamerika, en process som om den fortsätter kan få Stilla havet att "stängas". Samtidigt, på grund av Atlantens rygg, kommer Nordamerika i så fall driva västerut. I så fall kommer Atlanten i framtiden att bli större än Stilla havet. I Sibirien har gränsen mellan den Eurasiska och den nordamerikanska plattan funnits i miljontals år. Tillsammans kommer dessa tre faktorer leda till att Nordamerika kolliderar med Asien, och bildar en superkontinent. En studie från februari 2012 menar att sammanslagningen kommer att ske via Nordpolen, inom loppet av 50-200 miljoner år.

## Alternativa scenarier
Paleogeologen Ronald Blakey har sagt att de kommande 15-100 miljoner åren inom kontinentaldriften är ganska förutsägbara men att ingen superkontinent kommer att bildas inom dess. Senare räknar han dock med oväntade förändringar med plats för mycket spekulation. Förutom Amasien finns andra föreslagna superkontinenter – som "Christopher Scoteses "Pangea Ultima" och Roy Livermores Novopangaea som lades fram i oktober 2007 i en artikel i New Scientist.

### Fotnoter
1. ↑  Bowdler, Neil (8 februari 2012). ”America and Eurasia 'to meet at north pole'”. BBC News. http://www.bbc.co.uk/news/science-environment-16934181. Läst 30 augusti 2014.
2. ↑  Wilkins, Alasdair. "A Geological History of Supercontinents on Planet Earth" at io9. 27 januari 2011. hämtdatum: 30 augusti 2014.
3. ↑  Smith Kerri, Supercontinent Amasia to take North Pole Position, Nature.com, 8 februari 2012
4. ↑  Olof af Wåhlberg (14 februari 2012). ”Amasia” (på svenska). SVT vetenskap. https://www.svt.se/nyheter/vetenskap/amasia-nasta-superkontinent. Läst 24 november 2021.
5. 1 2  Manaugh, Geoff & al. "What Did the Continents Look Like Millions of Years Ago?" i The Atlantic online. 23 september 2013. hämtdatum: 20 augusti 2014.
6. ↑  Williams, Caroline; Ted Nield (20 oktober 2007). ”Pangaea, the comeback”. NewScientist. https://www.newscientist.com/article/mg19626261-500-pangaea-the-comeback/. Läst 30 augusti 2014.